# Essex (Iowa)
Essex és una població dels Estats Units a l'estat d'Iowa. Segons el cens del 2000 tenia 884 habitants.

## Demografia
Segons el cens del 2000, Essex tenia 884 habitants, 356 habitatges, i 260 famílies. La densitat de població era de 226 habitants/km².
Dels 356 habitatges en un 31,5% hi vivien nens de menys de 18 anys, en un 62,6% hi vivien parelles casades, en un 7% dones solteres, i en un 26,7% no eren unitats familiars. En el 23,6% dels habitatges hi vivien persones soles el 13,2% de les quals corresponia a persones de 65 anys o més que vivien soles. El nombre mitjà de persones vivint en cada habitatge era de 2,48 i el nombre mitjà de persones que vivien en cada família era de 2,94.
Per edats la població es repartia de la següent manera: un 25,3% tenia menys de 18 anys, un 5,5% entre 18 i 24, un 25,6% entre 25 i 44, un 25,3% de 45 a 60 i un 18,2% 65 anys o més.
L'edat mediana era de 39 anys. Per cada 100 dones de 18 o més anys hi havia 101,2 homes.
La renda mediana per habitatge era de 41.382 $ i la renda mediana per família de 51.806 $. Els homes tenien una renda mediana de 36.118 $ mentre que les dones 22.604 $. La renda per capita de la població era de 18.202 $. Entorn del 3,2% de les famílies i el 5,5% de la població estaven per davall del llindar de pobresa.

## Poblacions més properes
El següent diagrama mostra les poblacions més properes.